# محمد أحمد غنيم
محمد أحمد غنيم ولد عام 17 مارس 1939 بالقاهرة ثم انتقل إلى مدينة المنصورة، درس وتخرج في كلية الطب جامعة عين شمس قسم طب المسالك البولية، يعتبر أحد رواد زراعة الكلى في العالم، أصبح مدير أول مركز متخصص بزراعة الكلى في الشرق الأوسط بمدينة المنصورة. شارك غنيم بجهوده الطبية أثناء حرب غزة.

## جوائزه
- جائزة الدولة التشجيعية في العلوم الطبية عام 1978.
- جائزة مبارك للعلوم عام 2001.